# Lijst van rijksmonumenten in Schildwolde
De plaats Schildwolde telt 17 inschrijvingen in het rijksmonumentenregister. Hieronder een overzicht. 
| Object                                                              | Oorspronkelijke functie?  | Bouwjaar | Architect                     | Locatie          | Coördinaten?                  | Nr.?   | Afbeelding                                                 |
| ------------------------------------------------------------------- | ------------------------- | --- | ----------------------------- | ---------------- | ----------------------------- | ------ | ---------------------------------------------------------- |
| Woning met driezijdig uitgebouwde voorkamer                         | Dienstwoning              | waarsch. midden 18e eeuw                                                                                        |                               | Hoofdweg 95      | 53° 13' 46" NB, 6° 48' 51" OL | 33815  | Meer afbeeldingen                                          |
| Hervormde kerk met vrijstaande toren                                | Kerk en kerkonderdeel     | ca. 1250 (toren) 1686 (kerk) 1786 (herst. kerk) 1829 (herst. toren) 1882 (bepleistering) 1938-'41 (rest. toren) | A.R. Wittop Koning (1938-'41) | Hoofdweg 125     | 53° 13' 60" NB, 6° 49' 0" OL  | 33816  | Meer afbeeldingen                                          |
| Luitenantsheerd                                                     | Boerderij                 | 1861 |                               | Hoofdweg 173     | 53° 14' 4" NB, 6° 49' 9" OL   | 33817  | Meer afbeeldingen                                          |
| Oldambtster boerderij met vier zaadzoldervensters                   | Boerderij                 | |                               | Hoofdweg 48      | 53° 13' 27" NB, 6° 48' 27" OL | 33818  | Meer afbeeldingen                                          |
| Duurswold                                                           | Boerderij                 | 1851 |                               | Hoofdweg 116     | 53° 13' 52" NB, 6° 48' 49" OL | 33819  | Meer afbeeldingen                                          |
| Woning onder omgaand schilddak met vier hoekschoorstenen met borden | Woonhuis                  | 1843 |                               | Hoofdweg 194     | 53° 14' 9" NB, 6° 49' 14" OL  | 33820  | Meer afbeeldingen                                          |
| Vinckersum en toegangspoort met duivenslag                          | Boerderij                 | 1659 (poort) mog. 18e eeuw (dwarshuis) 1802 (schuur) 1941 (rest. poort)                                         | A.R. Wittop Koning (1941)     | Singel 1         | 53° 14' 13" NB, 6° 48' 45" OL | 33821  | Meer afbeeldingen                                          |
| Oldambtster boerderij met links één en rechts twee krimpen          | Boerderij                 | 1925 |                               | Hoofdweg 221     | 53° 14' 13" NB, 6° 49' 33" OL | 513586 | Oldambtster boerderij met links één en rechts twee krimpen |
| Stookhut                                                            | Boerderij                 | 1925 |                               | bij Hoofdweg 221 | 53° 14' 13" NB, 6° 49' 33" OL | 513587 | Upload foto                                                |
| Welgelegen                                                          | Boerderij                 | 1853 |                               | Hoofdweg 217     | 53° 14' 9" NB, 6° 49' 27" OL  | 513595 | Meer afbeeldingen                                          |
| Welgelegen, kapschuur                                               | Boerderij                 | ca. 1900 |                               | bij Hoofdweg 217 | 53° 14' 9" NB, 6° 49' 27" OL  | 513596 | Upload foto                                                |
| Torenhoeve                                                          | Boerderij                 | 1869 1935 (erker)                                                                                               |                               | Hoofdweg 113     | 53° 13' 56" NB, 6° 48' 58" OL | 513598 | Torenhoeve                                                 |
| Torenhoeve, kapschuur                                               | Boerderij                 | 1900-1950 |                               | bij Hoofdweg 113 | 53° 13' 51" NB, 6° 49' 4" OL  | 513599 | Upload foto                                                |
| Hervormde pastorie met aangebouwd catechisatielokaal                | Dienstwoning              | 1755 (pastorie) 1871 (catechisatielokaal) 1890 (verb.) 1960-1969 (verb.)                                        |                               | Hoofdweg 127     | 53° 13' 59" NB, 6° 49' 2" OL  | 513607 | Upload foto                                                |
| Algemene begraafplaats, toegangshek                                 | Begraafplaats en -onderdl | 1850-1900 |                               | bij Hoofdweg 127 | 53° 13' 55" NB, 6° 49' 7" OL  | 513613 | Algemene begraafplaats, toegangshek                        |
| Jeldingaheerd                                                       | Woonhuis                  | 1885 |                               | Hoofdweg 210     | 53° 14' 14" NB, 6° 49' 27" OL | 513614 | Jeldingaheerd                                              |